# Murray Dome
Murray Dome är en bergstopp i Antarktis. Den ligger i Östantarktis. Australien gör anspråk på området. Toppen på Murray Dome är 1 350 meter över havet.
Terrängen runt Murray Dome är kuperad åt nordost, men åt sydväst är den platt. Trakten är obefolkad. Det finns inga samhällen i närheten.